# Constance Wetzel
Constance Wetzel, auch Constanze Wetzel und Constanze Wetzel-Spiekermann, (* 20. April 1965 in Hamburg) ist eine deutsche Schauspielerin. Einem größeren Publikum wurde sie vor allem durch ihre Rolle als Mara Simon in Edgar Reitz’ Mini-Serie Heimat 3 – Chronik einer Zeitenwende bekannt.

## Biografie
Constance Wetzel wurde von 1985 bis 1987 in der Schauspielschule Hedi Höpfner und von 1987 bis 1989 in New York im Herbert Berghof Studio ausgebildet.  Unter der Regie von Horst Jüssen trat sie in dieser Zeit auch im Theater auf. Ab 1989 hatte sie Rollen in verschiedenen Fernsehfilmen und -serien, so beispielsweise in 25 Folgen der Familienserie Unsere Hagenbecks und der vierteiligen Miniserie Der große Bellheim. In den 1990ern folgten Gastauftritte in den Krimiserien Die Männer vom K3, Im Namen des Gesetzes und Wolffs Revier, der Detektivserie Die Partner sowie den Familienserien Blankenese und Schlosshotel Orth.
Im Jahr 1992 spielte Wetzel auf der Bühne in Shakespeares Komödie Viel Lärm um nichts. Regie führte wiederum Horst Jüssen. In dem dokumentarischen Kurzspielfilm Das Leben in mir unter der Regie von Chariklia Krause wirkte Wetzel im Jahr 2005 in der Rolle einer Therapeutin mit. Weitere Auftritte hatte sie 2006 in zwei Folgen der Krimiserie M.E.T.R.O. – Ein Team auf Leben und Tod und dem Fernsehfilm Die Nonne und der Kommissar an der Seite von Ann-Kathrin Kramer und Günther Maria Halmer. In dem Horrorthriller Der Fluch des Knochenmannes von 2014 ist Wetzel als Madame Noir zu sehen. Unter der Regie von Markus Pelzl wirkte sie 2015 in dem Kurzfilm IV. Stock – Wohnung 13 mit.
Constance Wetzel ist die Tochter eines Hamburger Bankiers. Sie war mit dem ehemaligen Tennisprofi Boris Becker liiert. Verheiratet ist sie mit dem Physiotherapeuten Frank Spiekermann. Das Paar, das sich 2008 trennte, hat zwei Kinder, Josephine und Keno. Keno spielte als Fünfjähriger mit seiner Mutter in Heimat 3. Constance Wetzels Hobby ist der Reitsport; sie hat Polo gespielt und reitet Dressur. Seit 2009 ist sie mit dem Reiter Thomas von Samson liiert.

## Filmografie
- 1991/1992: Unsere Hagenbecks (Fernsehserie, 25 Folgen)
- 1992: Deutschfieber
- 1992: Happy Holiday (Fernsehserie, 2. Staffel)
- 1993: Der große Bellheim (4-teilige Miniserie)
- 1993: Die Männer vom K3 (Krimiserie, Folge: Made in Hongkong)
- 1993: Ein Mann am Zug (Fernsehserie, Folge: Die Hochzeit)
- 1994: Blankenese (Fernsehserie, 5 Folgen)
- 1995: Wolffs Revier (Fernsehserie, Folge: Amigos)
- 1995: Theaterdonner (Fernsehfilm)
- 1996: Männer sind was Wunderbares (Fernsehreihe, 2 Folgen)
- 1996: Die Drei (Fernsehserie, Folge: Gelegenheit macht Mörder)
- 1996: Hallo, Onkel Doc! (Fernsehserie, Folge: Große Lügen)
- 1996: Schlosshotel Orth (Fernsehserie, Folge: Tage der Entscheidung)
- 1997: Rosamunde Pilcher: Die zweite Chance
- 1997: Die Feuerengel (Fernsehserie, Folge: Unter Strom)
- 1999: Der Tod in deinen Augen (Fernsehfilm)
- 2004: Heimat 3 – Chronik einer Zeitenwende (Fernsehserie, 6 Folgen)
- 2006: M.E.T.R.O. – Ein Team auf Leben und Tod (Fernsehserie, 2 Folgen)
- 2006: Die Nonne und der Kommissar (Fernsehfilm)
- 2014: Der Fluch des Knochenmannes
- 2015: IV. Stock – Wohnung 13 (Kurzfilm)